# Marcella Rovena
Marcella Rovena (née  le 22 janvier 1905 à Conegliano, dans la province de Trévise, en Vénétie, et morte le 6 octobre 1991 à Rome) est une actrice italienne.

## Biographie
Marcella Rovena apparaît dans une cinquantaine de films italiens (y compris quelques coproductions avec la France), réalisés notamment par Luchino Visconti, Mauro Bolognini, Roberto Rossellini ou Mario Monicelli, entre 1932 et 1967, année où elle met un terme définitif à sa carrière au cinéma.
En Italie, sa voix caractéristique est bien connue, pour avoir doublé plusieurs actrices américaines (Barbara Stanwyck entre autres).

## Filmographie partielle
- 1932 : La Telefonista de Nunzio Malasomma
- 1935 : Le Passeport rouge (Passaporto rosso) de Guido Brignone
- 1936 : Darò un milione de Mario Camerini
- 1942 : Ma femme et son détective (La guardia del corpo) de Carlo Ludovico Bragaglia
- 1944 : Il Fiore sotto gli occhi de Guido Brignone
- 1948 : Le Choix des anges (Arrivederci papà !) de Camillo Mastrocinque
- 1949 : Totò le Moko de Carlo Ludovico Bragaglia
- 1950 : Les Derniers Jours de Pompéi (Gli Ultimi Giorni di Pompei) de Marcel L'Herbier et Paolo Moffa
- 1950 : Les Six Femmes de Barbe Bleue (Le sei mogli di Barbablù) de Carlo Ludovico Bragaglia
- 1950 : Totò cherche une épouse (Totò cerca moglie) de Carlo Ludovico Bragaglia
- 1950 : È arrivato il cavaliere de Steno et Mario Monicelli
- 1951 : Stasera sciopero de Mario Bonnard
- 1951 : Cameriera bella presenza offresi... de Giorgio Pàstina
- 1952 : Abracadabra de Max Neufeld
- 1952 : Histoires interdites (Tre storie proibite) d'Augusto Genina
- 1952 : Europe 51 (Europa'51) de Roberto Rossellini
- 1953 : Una di quelle d'Aldo Fabrizi
- 1954 : La strada de Federico Fellini
- 1954 : La Pensionnaire (La Spiaggia) d'Alberto Lattuada
- 1954 : Les Enfants de la violence (Guai ai vinti) de Raffaello Matarazzo
- 1954 : Senso de Luchino Visconti
- 1955 : Amis pour la vie (Amici per le pelle) de Franco Rossi
- 1955 : Bravissimo de Luigi Filippo D'Amico
- 1955 : La Mère et l'Enfant (Disperato addio) de Lionello De Felice
- 1955 : Le Signe de Vénus (Il Segno di Venere) de Dino Risi
- 1957 : Nuits blanches (Le Notti bianche) de Luchino Visconti
- 1958 : Les Jeunes Maris (Giovani Mariti) de Mauro Bolognini
- 1958 : L'Homme de paille (L'Uomo di paglia) de Pietro Germi
- 1959 : L'Enfer dans la ville (Nella città l'inferno) de Renato Castellani
- 1960 : Les Évadés de la nuit (Era notte a Roma) de Roberto Rossellini
- 1960 : Larmes de joie (Risate di gioia) de Mario Monicelli
- 1960 : Petites Femmes et Haute Finance de Camillo Mastrocinque
- 1961 : Le Mauvais Chemin (La Viaccia) de Mauro Bolognini
- 1961 : L'Amant de cinq jours (L'Amante dei cinque giorni) de Philippe de Broca
- 1961 : Totòtruffa 62 de Camillo Mastrocinque
- 1962 : Quand la chair succombe (Senilità) de Mauro Bolognini
- 1962 : Un beau châssis (I motorizzati) de Camillo Mastrocinque
- 1962 : L'Homme à brûler (Un uomo da bruciare) de Valentino Orsini, Paolo et Vittorio Taviani
- 1963 : L'Ennui et sa diversion, l'érotisme (La Noia) de Damiano Damiani
- 1963 : Le Guépard (Il Gattopardo) de Luchino Visconti
- 1963 : La Vie ardente (La calda vita) de Florestano Vancini
- 1964 : La Rancune (The Visit) de Bernhard Wicki
- 1965 : À l'italienne (Made in Italy) de Nanni Loy
- 1966 : Le renard s'évade à trois heures (Caccia alla volpe) de Vittorio De Sica

## Crédit d'auteurs
- (it) Cet article est partiellement ou en totalité issu de l’article de Wikipédia en italien intitulé « Marcella Rovena » (voir la liste des auteurs)